# Deidesheimer Weinkerwe

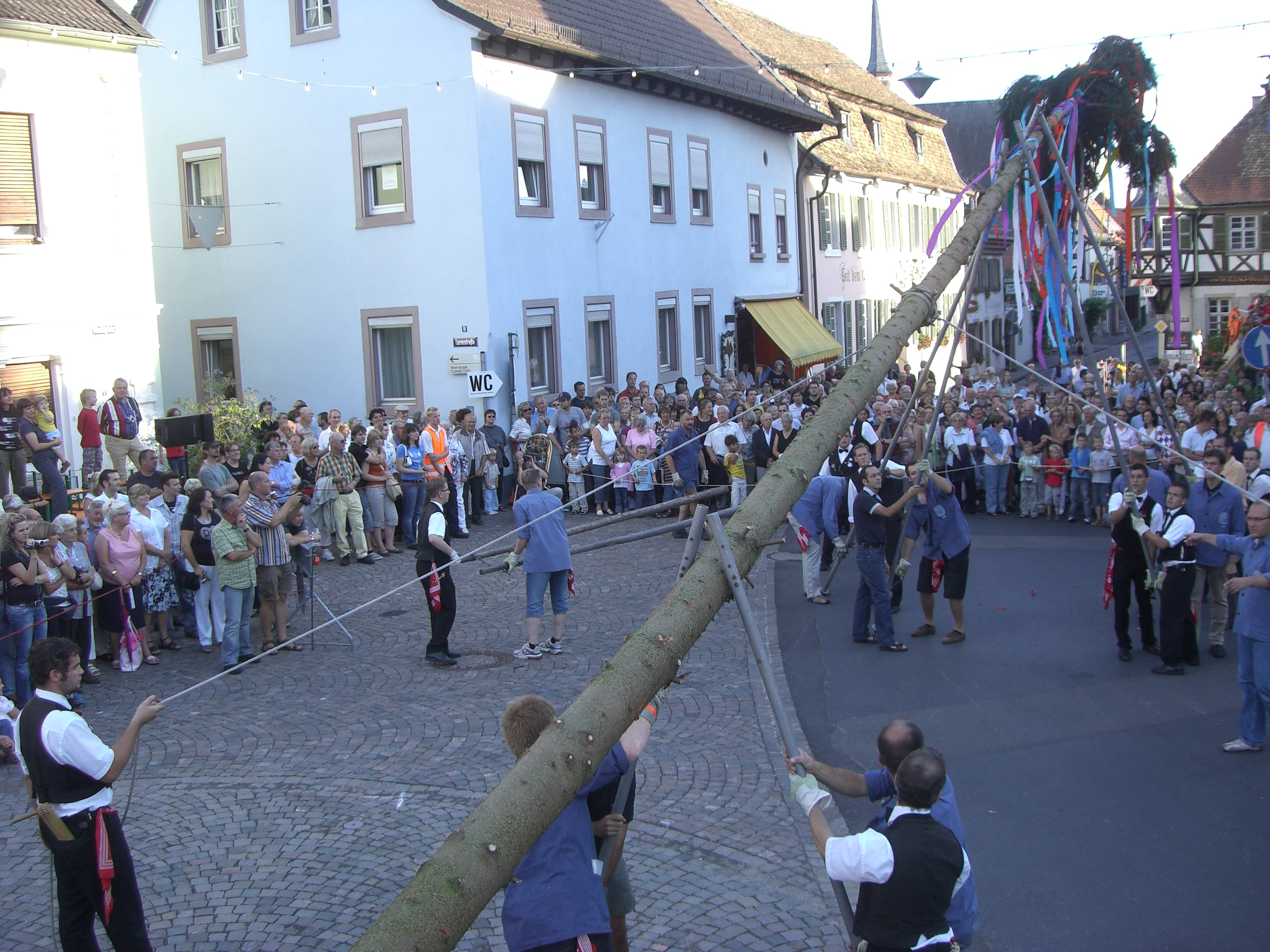
Aufstellen des Kerwebaums

Die Deidesheimer Weinkerwe ist eines der großen Weinfeste der Pfalz und das größte Volksfest der pfälzischen Landstadt Deidesheim; sie wird seit 1972 in ihrer gegenwärtigen Form gefeiert und findet am zweiten und dritten Wochenende des August statt, jeweils von freitags bis dienstags.

## Geschichte
Vielerorts in Deutschland und teils sehr lange zurückreichend fallen Markt und Kirchweih zeitlich zusammen. Auch die Deidesheimer Kerwe ist die Fortsetzung einer alten Jahrmarkttradition; der Ausdruck „Kerwe“ ist eine Bezeichnung für Kirchweih, der bisweilen in der Pfalz und in Bayern gebraucht wird. Die Markttradition in Deidesheim reicht mindestens bis 1776 zurück: Der Landesherr Deidesheims zu jener Zeit, der Fürstbischof des Hochstifts Speyer, Damian August Philipp Karl von Limburg-Stirum, gewährte Deidesheim für den Dienstag nach dem Matthäus (21. September) einen Jahrmarkt. 1833 beantragte Bürgermeister Andreas Jordan dessen Verlegung. Die Regierung des Königreichs Bayern kam dem Antrag 1845 nach: der Jahrmarkt wurde nun am zweiten Sonntag nach dem Martinstag (11. November) abgehalten. Dies war meist einige Tage vor dem Fest der heiligen Katharina (25. November), weshalb der Markt Kathrinenmarkt hieß. In den Jahren vor dem Ersten Weltkrieg war der Markt von vielen auswärtigen Schaustellern und Händlern beschickt, die dem Stadtarchiv zufolge nicht nur aus der Pfalz, sondern auch aus Städten wie Frankfurt, Stuttgart, Chemnitz, Bremen, München und vielen weiteren Städten kamen.
Der Deidesheimer Verkehrsverein bewirkte 1928, dass der Jahrmarkt im August als Sommerkerwe veranstaltet wurde. Der Kathrinenmarkt wurde zwar als Nachmarkt beibehalten, verlor jedoch zunehmend an Bedeutung – 1992 stand er noch im Veranstaltungskalender Deidesheims, wurde jedoch nicht mehr veranstaltet. 1955 wurde für die Sommerkerwe erstmals der Titel Weinkerwe gebraucht. Wegen des hohen Mineralwasserverbrauchs aufgrund der zumeist heißen Witterung verspottete man die Veranstaltung als „Selterswasserkerwe“. Richtig durchsetzen konnte sich die Sommerkerwe lange Zeit nicht.
Dies änderte sich im Jahr 1971: damals wurde beschlossen, die Weinkerwe als Fest auf der Straße abzuhalten, wie dies andere pfälzische Gemeinden schon länger taten. Das Konzept war erfolgreich und die Weinkerwe entwickelte sich schnell zu einem führenden Weinfest an der Deutschen Weinstraße. Seit 1972 findet die Weinkerwe in ihrer heutigen Form statt. Dieses Jahr war das Gründungsjahr der Verbandsgemeinde Deidesheim, deren Gemeinden man in das Fest einbezog, indem man Weingüter und Vereine der Ortschaften Ausschankstellen hier betreiben ließ. Seit 1973 wird im Rahmen der Weinkerwe eine Weinprinzessin der Verbandsgemeinde gekürt.
Seit 1980 – mit Ausnahme der Jahre 1982–1988 – werden auf der Bahnstrecke Neustadt−Bad Dürkheim Sonderzüge während der Weinkerwe eingesetzt.
Einen Einschnitt gab es infolge der COVID-19-Pandemie: 2020 und 2021 wurde die Weinkerwe nicht veranstaltet. Vor dieser Zwangspause war die Besucherzahl auf 180.000 bis 250.000 Personen über die zehn Tage hinweg geschätzt worden.

## Ablauf

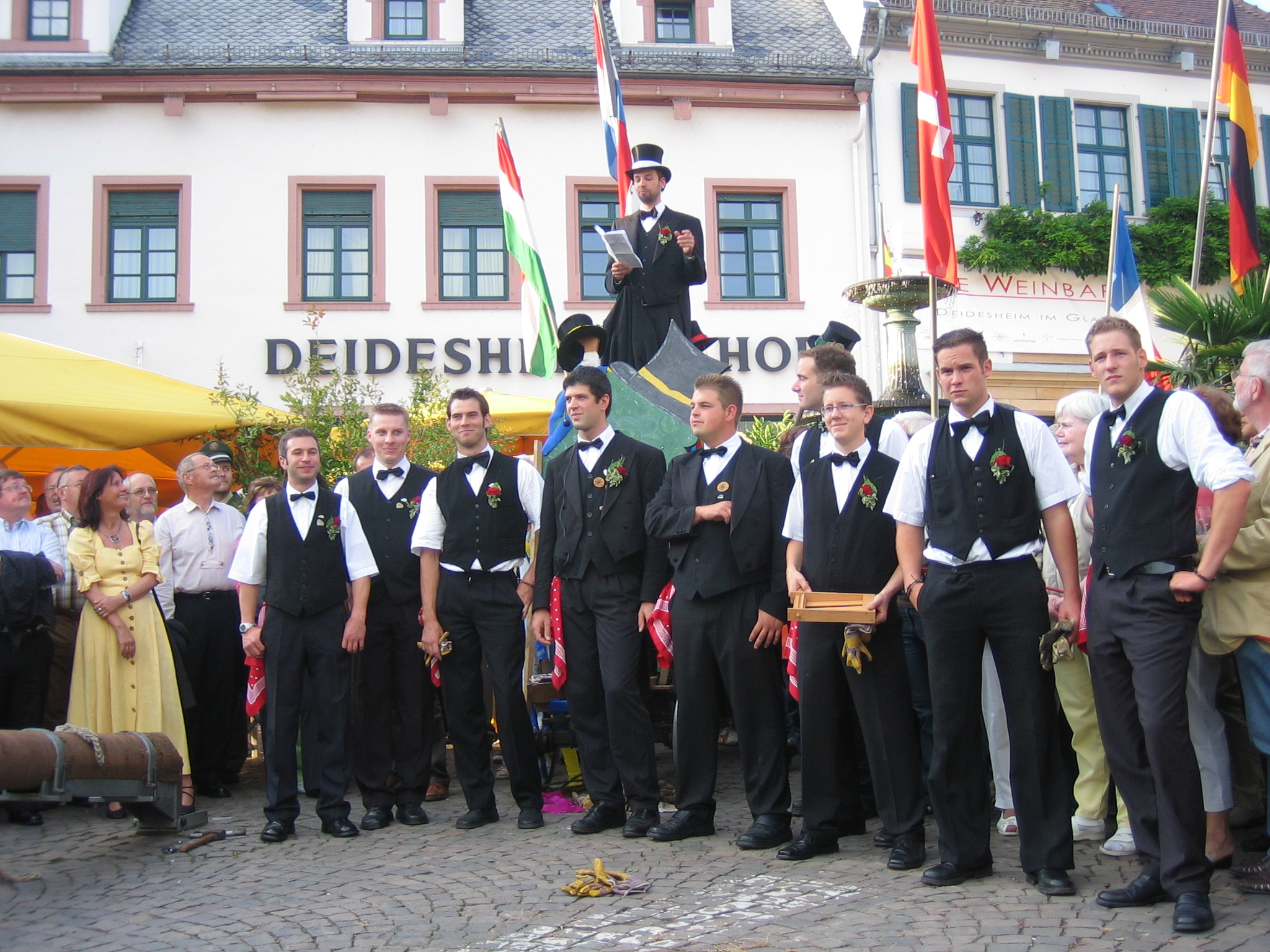
Seit 1972 wird die Kerweredd bei der Eröffnung vorgetragen

Bei der Deidesheimer Weinkerwe fungiert die Bahnhofstraße in Deidesheim als „Weingasse“. Viele Weingüter, Winzergenossenschaften und andere Vereine der Verbandsgemeinde Deidesheim betreiben hier ihre Ausschankstellen. Außerdem haben viele entlang der Weinstraße ansässigen Weingüter ihre Höfe geöffnet. An alkoholischen Getränken dürfen nur Weine aus der Verbandsgemeinde ausgeschenkt werden.
Zum Auftakt der Weinkerwe findet eine öffentliche Riesling-Weinprobe im Schlossgarten mit Rieslingen aus der Verbandsgemeinde statt. Der Kerweumzug, der in den meisten ländlichen pfälzischen Gemeinden sonntagnachmittags stattfindet, ist in Deidesheim vor der offiziellen Kerweeröffnung am Samstagabend. Fast jeder pfälzische Ort hat seinen eigenen Kerwetermin; mit diesem Fest sind viele Bräuche verbunden. Träger des Kerwebrauchtums sind meist ledige Burschen, die den Kerweumzug veranstalten, den Kerwebaum oder Kerwestrauß aufstellen, und in einer Rede das Ortsgeschehen aufarbeiten; diese Bräuche sind vor allem in der West- und Nordpfalz ausgeprägt.
In Deidesheim knüpfen die Kerwebuwe, die das Fest mitgestalten, an diese altpfälzischen Überlieferungen an. Bei der offiziellen Eröffnung der Deidesheimer Weinkerwe wird auf dem Marktplatz nach alter Tradition eine in pfälzischer Mundart abgefasste Kerweredd vorgetragen, die das Ortsgeschehen des vergangenen Jahres thematisiert. Danach bringen die Kerwebuwe eine etwa 20 m hohe Fichte, den mit bunten Bändern geschmückten Kerwebaum zur Hochstrecke, der während der Kerwe stehen bleibt. Wenn der Kerwebaum steht, geben die Wingertsschützen eine Salve ab, damit gilt die Kerwe als eröffnet.
Am Dienstag der zweiten Woche endet das Fest. Am Abend wird der Kerwebaum abgesägt. Danach findet ein  Heimatabend im Weingut von Winning statt, er wird von verschiedenen Brauchtumsgruppen und Vereinen aus der Verbandsgemeinde Deidesheim mitgestaltet. Ein Programmpunkt des Abends ist die Versteigerung der Spitze des Kerwebaumes.